# Františkánské misie
Františkánské misie pořádá Řád menších bratří a Kongregace Školských sester Třetího řeholního řádu svatého Františka z iniciativy Františka Jakuba Sadílka OFM každoročně na podzim v různých městech České republiky. V jejich rámci probíhá oslovování lidí na ulicích, různá setkání, divadelní představení, návštěvy škol, domovů pro seniory a podobně.

## Místa a termíny konání jednotlivých ročníků
- Plzeň – od 4. do 11. října 2009
- Liberec – od 5. do 10. října 2010
- Ostrava – od 25. září do 2. října 2011
- Ostrava – od 26. září do 29. září 2012
- České Budějovice – od 9. do 12. října 2013